# Europese kampioenschappen schaatsen sprint vrouwen
De Europese kampioenschappen schaatsen sprint voor vrouwen worden tweejaarlijks georganiseerd, de eerste editie vond in 2017 plaats.

## Algemeen
Tijdens een sprintkampioenschap worden er vier afstanden gereden, tweemaal een 500 meter en tweemaal een 1000 meter. De schaatsster met de minste totaalpunten is de winnaar van het kampioenschap.

## Medaillewinnaars klassement
| Jaar | Plaats     | Goud              | Zilver            | Brons             |
| ---- | ---------- | ----------------- | ----------------- | ----------------- |
| 2017 | Heerenveen | Karolína Erbanová | Jorien ter Mors   | Olga Fatkoelina   |
| 2019 | Collalbo   | Vanessa Herzog    | Daria Kachanova   | Olga Fatkoelina   |
| 2021 | Heerenveen | Jutta Leerdam     | Angelina Golikova | Femke Kok         |
| 2023 | Hamar      | Jutta Leerdam     | Femke Kok         | Vanessa Herzog    |
| 2025 | Heerenveen | Jutta Leerdam     | Femke Kok         | Suzanne Schulting |

## Medailleverdeling
Onderstaande klassementen zijn bijgewerkt tot en met het EK sprint van 2025.

### Eindklassement individueel
|    | Naam              | Goud | Zilver | Brons | Totaal |
| -- | ----------------- | ---- | ------ | ----- | ------ |
| 01 | Jutta Leerdam     | 03   | 0      | 0     | 03     |
| 02 | Vanessa Herzog    | 01   | 0      | 01    | 02     |
| 03 | Karolína Erbanová | 01   | 0      | 0     | 01     |
| 04 | Femke Kok         | 0    | 02     | 01    | 03     |
| 05 | Daria Kachanova   | 0    | 01     | 0     | 01     |
| 0” | Angelina Golikova | 0    | 01     | 0     | 01     |
| 0” | Jorien ter Mors   | 0    | 01     | 0     | 01     |
| 08 | Olga Fatkoelina   | 0    | 0      | 02    | 02     |
| 09 | Suzanne Schulting | 0    | 0      | 01    | 01     |

### Eindklassement per land
|   | Naam       | Goud | Zilver | Brons | Totaal |
| - | ---------- | ---- | ------ | ----- | ------ |
| 1 | Nederland  | 03   | 03     | 02    | 08     |
| 2 | Oostenrijk | 01   | 0      | 01    | 02     |
| 3 | Tsjechië   | 01   | 0      | 0     | 01     |
| 4 | Rusland    | 0    | 02     | 02    | 04     |

### Afstandspodia
|    | Naam              | 1e | 2e | 3e | Totaal |
| -- | ----------------- | -- | -- | -- | ------ |
| 01 | Jutta Leerdam     | 06 | 05 | 02 | 13     |
| 02 | Femke Kok         | 03 | 07 | 02 | 12     |
| 03 | Jorien ter Mors   | 03 | 01 | 01 | 05     |
| 04 | Olga Fatkoelina   | 02 | 02 | 0  | 04     |
| 05 | Vanessa Herzog    | 02 | 0  | 05 | 07     |
| 06 | Daria Kachanova   | 02 | 0  | 02 | 04     |
| 07 | Angelina Golikova | 02 | 0  | 0  | 02     |
| 08 | Karolína Erbanová | 0  | 04 | 0  | 04     |
| 09 | Kaja Ziomek-Nogal | 0  | 01 | 0  | 01     |
| 10 | Suzanne Schulting | 0  | 0  | 04 | 04     |
| 11 | Marrit Leenstra   | 0  | 0  | 03 | 03     |
| 12 | Letitia de Jong   | 0  | 0  | 01 | 01     |
| 0“ | Ellia Smeding     | 0  | 0  | 01 | 01     |

N.B. 2025: 2x 3e plaats op 2e 500 meter

## Kampioenschapsrecords
Bijgewerkt tot en met het EK sprint 2025
| Onderdeel      | Schaatsster       | Land      | Tijd/Punten | Datum              | Baan       |
| -------------- | ----------------- | --------- | ----------- | ------------------ | ---------- |
| 500 meter      | Angelina Golikova | Rusland   | 37,27       | 16 januari 2021    | Heerenveen |
| 1000 meter     | Jutta Leerdam     | Nederland | 1.14,00     | 17 januari 2021    | Heerenveen |
| Sprintvierkamp | Jutta Leerdam     | Nederland | 149.385     | 16-17 januari 2021 | Heerenveen |